# منطقة حيوية
المنطقة الحيوية أو النطاق الحيوي (بالإنجليزية: bioregion)‏ هي منطقة جغرافية، على الأرض أو في البحر، لا ترتبط بحدود إدارية (مثل تلك الحدود التي بين الدول) ولكنها ترتبط بخصائص مميزة مثل أنواع النباتات والحيوانات، والأنظمة البيئية، والتربة وأشكال الأرض، والمستوطنات البشرية والثقافات التي تؤدي إليها هذه السمات، والميزات الطبوغرافية مثل مستجمعات المياه. ظهرت فكرة المناطق الحيوية وجرى الترويج لها في منتصف سبعينيات القرن العشرين، حيث ظهرت مدرسة فلسفية تسمى الإقليمية الحيوية، والتي تتضمن مفهوم أن الثقافة البشرية، في الممارسة العملية، يمكن أن تؤثر على تعريفات المناطق الحيوية. المناطق الحيوية هي جزء من سلسلة متداخلة من المقاييس البيئية، والتي تبدأ عمومًا بالمناطق المائية المحلية، وتنمو إلى أنظمة أنهار أكبر، ثم المناطق البيئية من المستوى الثالث أو الرابع (أو النظم البيئية الإقليمية)، والمناطق الحيوية، ثم المجال الجغرافي الحيوي، يليه النطاق القاري وفي النهاية المحيط الحيوي.
في مجال العلوم الحيوية، هناك العديد من الطرق المستخدمة لتحديد الحدود الفيزيائية لمنطقة حيوية على أساس المدى المكاني للظواهر البيئية المرسومة على الخرائط - من توزيع الأنواع والأنظمة الهيدرولوجية (أي مستجمعات المياه ‏) إلى السمات الطبوغرافية (مثل التضاريس) والمناطق المناخية (مثل تصنيف كوبن للمناخ). كما توفر المناطق الحيوية إطارًا فعالًا في مجال التاريخ البيئي، والذي يسعى إلى استخدام "أنظمة الأنهار، أو المناطق البيئية، أو السلاسل الجبلية كأساس لفهم مكانة التاريخ البشري ضمن سياق بيئي محدد بوضوح". يمكن أن يكون للمنطقة الحيوية أيضًا هوية ثقافية مميزة يجري تحديدها، على سبيل المثال، من خلال السكان الأصليين التي تشكل روابطها التاريخية والأسطورية والثقافية الحيوية بأراضيها ومياهها فهمًا للمكان والمدى الإقليمي. في سياق الإقليمية الحيوية، يمكن للمجتمعات الحديثة إنشاء مناطق حيوية اجتماعيًا بغرض فهم مكان ما بشكل أفضل "... بهدف العيش في هذا المكان بشكل مستدام ومحترم."
للمناطق الحيوية تطبيقات عملية في دراسة علم الأحياء، والأنثروبولوجيا الثقافية الحيوية، والجغرافيا الحيوية، والتنوع البيولوجي، والاقتصاد الحيوي ‏، والإقليمية الحيوية، ومرافق التمويل الإقليمية الحيوية، ورسم الخرائط الإقليمية الحيوية، وصحة المجتمع، وعلم البيئة، والتاريخ البيئي، والعلوم البيئية، ومستودعات الغذاء، والجغرافيا، وإدارة الموارد الطبيعية، وعلم البيئة الحضرية، والتخطيط الحضري. لقد زادت الإشارات إلى مصطلح "المنطقة الحيوية" في المنشورات العلمية بشكل كبير منذ ظهور المصطلح - من ورقة بحثية واحدة في عام 1971، حتى بلغ إلى ما يقرب من 65 ألف مقالة وكتاب منشور حتى الآن. استخدمت الحكومات والمؤسسات المتعددة المناطق الحيوية في رسم خرائط خدمات النظم البيئية وتتبع التقدم نحو تحقيق أهداف الحفاظ عليها، مثل تمثيل النظم الإيكولوجية.

## الاستخدامات الأولى لـ Bioregion
ظهر أول استخدام مؤكد لمصطلح "المنطقة الحيوية" في المنشورات الأكاديمية على يد E. Jarowski إي. جاروفسكي في عام 1971، وهو عالم أحياء بحرية كان يدرس مجموعات السلطعون الأزرق في لويزيانا. استخدم المؤلف مصطلح sensu stricto للإشارة إلى "المنطقة البيولوجية biological region" - المنطقة التي يمكن فيها تزويد السرطان بجميع الموارد اللازمة طوال دورة حياته بأكملها. ثم جرى تبني المصطلح بسرعة من علماء الأحياء الآخرين، ولكن في نهاية المطاف اكتسب مجموعة أوسع من التعريفات لتشمل مجموعة من الظواهر البيئية الكبرى.
ينسب مصطلح المنطقة الحيوية من حيث صلته بالمنطقة الحيوية إلى ألين فان نيوكيرك Allen Van Newkirk، وهو شاعر كندي وعالم في الجغرافيا الحيوية. في هذا المجال، ربما تعود فكرة "المنطقة الحيوية" في وقت أبكر بكثير مما توحي به المواد المنشورة، حيث طُرحت في الصحافة الصغيرة المنشورة في وقت مبكر من قبل نيوكيرك، وفي حوار محادثة. يمكن أن يتجلى ذلك في حقيقة أن نيوكيرك قد التقى بيتر بيرج (باحث آخر مبكر في المنطقة الحيوية) في سان فرانسيسكو في عام 1969 ومرة أخرى في نوفا سكوشا في عام 1971 حيث شارك الفكرة مع بيرج. واستمر في تأسيس معهد البحوث الإقليمية الحيوية وأصدر سلسلة من الأوراق القصيرة باستخدام مصطلح المنطقة الحيوية في وقت مبكر من عام 1970، والتي ستبدأ في تعميم فكرة "المنطقة الحيوية". بيتر بيرج Peter Berg، الذي سيواصل تأسيس مؤسسة بلانيت درام Planet Drum، وأصبح مؤيدا رائدا لـ "المناطق الحيوية" علم بهذا المصطلح في عام 1971 بينما كانت جودي جولدهافت Judy Goldhaft وبيتر بيرج يقيمون مع ألين فان نيوكيرك، قبل أن يحضر بيرج أول مؤتمر للأمم المتحدة حول البيئة البشرية في ستوكهولم خلال يونيو 1972. استمر بيرج في تأسيس مؤسسة Planet Drum في عام 1973، ونشروا أول حزمة إقليمية بيولوجية لهم في ذلك العام، والتي تضمنت أيضا تعريفا للمنطقة الحيوية. المساعدة في تحسين هذا التعريف، كتب المؤلف بيع كيركباتريك ‏ في عام 1974 أن "المنطقة الحيوية هي جزء من سطح الأرض يمكن تحديد حدودها من خلال إملاءات طبيعية وليست بشرية، ويمكن تمييزها عن المناطق الأخرى بسمات النباتات والحيوانات والمياه والمناخ والتربة والتضاريس والمستوطنات البشرية والثقافات التي تؤدي إليها هذه السمات.
وقد التقطت العديد من الأوراق المنشورة في علم الأحياء البحرية الأخرى هذا المصطلح، وفي عام 1974 نشر الاتحاد الدولي لحفظ الطبيعة (IUCN) أول خريطة جغرافية حيوية على نطاق عالمي بعنوان "المقاطعات الحيوية في العالم". ومع ذلك، فإن مدير الاتحاد الدولي لحفظ الطبيعة ومؤسس مشروع الإنسان والمحيط الحيوي ريموند داسمان، في مقال له عام 1977 بعنوان "إعادة توطين كاليفورنيا"، بالتعاون مع بيتر بيرج، تصدى لهذه الهيئات العالمية التي كانت تحاول استخدام مصطلح المنطقة الحيوية بالمعنى البيئي الصارم، والذي يفصل البشر عن النظم البيئية التي يعيشون فيها، وتحديداً تسمية المقاطعات الحيوية في خريطة العالم، لم تكن خريطة للمناطق الحيوية. قال بيتر بيرج وعالم البيئة ريموند داسمان في مقالهما "إعادة توطين كاليفورنيا" عام 1977:
حددت هذه المقالة المناطق الحيوية على أنها مختلفة عن المقاطعات الجغرافية الحيوية والمحافظات الحيوية التي كان علماء البيئة والجغرافيون يطورونها من خلال إضافة عدسة إنسانية وثقافية إلى الفكرة البيئية البحتة.
وبعد مرور عام، في عام 1975، نشر أ. فان نيوكيرك ورقة بحثية بعنوان "المناطق الحيوية: نحو استراتيجية إقليمية حيوية للثقافات البشرية"، حيث دعا إلى دمج النشاط البشري ("احتلال مجموعات من الحيوانات الحاملة للثقافة") ضمن التعريفات الإقليمية الحيوية.

## أصل الكلمة
يأتي مصطلح Bioregion في الإنجليزية من الكلمة اليونانية bios (تعني حياة)، والكلمة الفرنسية region (تعني منطقة)، والتي جاءت من الكلمة اللاتينية regia (تعني إقليم) والكلمة السابقة regere (تعني أن تحكُم أو تُدير). من الناحية اللغوية، تعني المنطقة الحيوية إقليم الحياة أو مكان الحياة place-of-life.

## المناطق الحيوية والإقليمية الحيوية
أصبحت المناطق الحيوية مفهومًا أساسيًا ضمن النظام الفلسفي المسمى بالإقليمية الحيوية. الفرق الرئيسي بين المناطق البيئية والجغرافيا الحيوية ومصطلح المنطقة الحيوية، هو أنه في حين تعتمد المناطق البيئية على البيانات البيوفيزيائية العامة والبيانات البيئية، فإن أنماط الاستيطان البشري والأنماط الثقافية تلعب دورًا رئيسيًا في كيفية تعريف المنطقة الحيوية. تُعرَّف المنطقة الحيوية على طول حدود مستجمعات المياه ‏ والحدود الهيدرولوجية، وتَستخدم مجموعة من الطبقات الحيوية الإقليمية، بدءًا من أقدم الخطوط "الصلبة"؛ والجيولوجيا، والتضاريس، والتكتونيات، والرياح، ومناطق الكسر ‏، والانقسامات القارية ‏، وتشق طريقها عبر الخطوط "الناعمة": الأنظمة الحية مثل التربة، والنظم البيئية، والمناخ، والحياة البحرية، والنباتات والحيوانات، وأخيرًا الخطوط "البشرية": الجغرافيا البشرية، والطاقة، والنقل، والزراعة، والغذاء، والموسيقى، واللغة، والتاريخ، والثقافات الأصلية (ثقافة السكان الأصليين)، وطرق العيش داخل السياق المحدد في مكان ما، وحدوده لتحديد الحواف والحدود النهائية. وقد لخص ديفيد ماكلوسكي، مؤلف خريطة منطقة كاسكاديا الحيوية، هذا الأمر على النحو التالي: "يمكن تحليل أي منطقة حيوية على المستويات الفيزيائية والبيولوجية والثقافية. أولاً، نقوم برسم خريطة للأشكال الأرضية والجيولوجيا والمناخ والهيدرولوجيا، وكيف تعمل هذه العوامل البيئية معًا لإنشاء نموذج مشترك للحياة في هذا المكان المعين. ثانيًا، نقوم برسم خريطة للنباتات والحيوانات، وخاصة المجتمعات النباتية المميزة، ونربطها بموائلها. ثالثًا، ننظر إلى السكان الأصليين، والاستيطان الغربي، وأنماط استخدام الأراضي الحالية والمشاكل، بالتفاعل مع المستويين الأولين. "
تُعرَّف المنطقة الحيوية على أنها أكبر الحدود المادية بحيث تصبح الاتصالات القائمة على هذا المكان منطقية. الوحدات الأساسية للمنطقة الحيوية هي مستجمعات المياه والأحواض الهيدرولوجية، وستحافظ المنطقة الحيوية دائمًا على الاستمرارية الطبيعية والمدى الكامل لمستجمع المياه. في حين أن المنطقة الحيوية قد تمتد عبر العديد من مستجمعات المياه، إلا أنها لن تقسم أو تفصل حوضًا مائيًا أبدًا. كما تصور فان نيوكيرك، جرى تقديم الإقليمية الحيوية باعتبارها عملية تقنية لتحديد "مناطق ثقافية يمكن تفسيرها بيولوجيًا جغرافيًا... تسمى المناطق الحيوية". داخل هذه الأراضي، من شأن التجمعات البشرية المقيمة أن "تستعيد التنوع النباتي والحيواني"، و"تساعد في الحفاظ على النظم البيئية البرية واستعادتها"، و"تكتشف نماذج إقليمية لمقاييس جديدة وغير اختيارية نسبيًا للنشاط البشري فيما يتعلق بالحقائق البيولوجية للمناظر الطبيعية". نُشرت أول مقالة له في إحدى المجلات السائدة في عام 1975 تحت عنوان "المناطق الحيوية: نحو استراتيجية المناطق الحيوية في الحفاظ على البيئة". في المقال، يُعرّف ألين فان نيوكيرك المنطقة الحيوية على النحو التالي:
بالنسبة لـ نيوكيرك، كان مصطلح المنطقة الحيوية وسيلة للجمع بين الثقافة البشرية والعمل السابق المنجز في المقاطعات الحيوية Biotic Provinces، وكان يُنظر إليه على أنه "مميز عن المقاطعات الحيوية"، وبدلا من ذلك أطلق على هذا المجال الجديد "الجغرافيا الحيوية البشرية الإقليمية" وكان أول من استخدم مصطلحات مثل "الاستراتيجيات الإقليمية الحيوية" و "الإطار الإقليمي البيولوجي" لتكييف الثقافات البشرية في مكان ما. قام بتنفيذ هذه الفكرة وتطويرها عالِمي البيئة ريموند داسمان وبيتر بيرج في مقال شاركا في تأليفه بعنوان إعادة توطين كاليفورنيا في عام 1977، والذي وجه النقد لجهود عالم البيئة السابقة لاستخدام المقاطعات الحيوية فقط، والجغرافيا الحيوية التي استبعدت البشر من تعريف المنطقة الحيوية.
أسس بيتر بيرج وجودي غولدهافت مؤسسة "بلانيت دروم" في عام 1973، في سان فرانسيسكو والتي احتفلت للتو بالذكرى الخمسين في عام 2023. تُحدد مؤسسة "بلانت دروم" في موقعها على الانترنت المنطقة الحيوية على أنها:
قام بيتر بيرج بتعريف المنطقة الحيوية في ندوة التنوع البيولوجي في شمال غرب كاليفورنيا، في الفترة من 28 إلى 30 أكتوبر 1991، وقال:
كان توماس بيري، المعلم والمدافع عن البيئة والناشط والقس، الذي ألف الميثاق العالمي للأمم المتحدة للطبيعة، ومؤرخ وادي نهر هدسون، متجذرًا بعمق في الحركة الإقليمية الحيوية، وساعد في انتشار الإقليمية الحيوية bioregionalism إلى الساحل الشرقي لأمريكا الشمالية. وقد عرّف المنطقة الحيوية على أنها:
كان كيركباتريك سيل ‏ أحد رواد فكرة المناطق الحيوية الأوائل، حيث عرّفها في كتابه "سكان الأرض: رؤية إقليمية حيوية" على النحو التالي:
كان عالم الأحياء والبيئة الأمريكي ريموند ف. داسمان أحد المؤيدين الأوائل للإقليمية الحيوية، والذي ساعد في تحديد ماهية المنطقة الحيوية. درس داسمان في جامعة كاليفورنيا في بيركلي تحت إشراف عالم الأحياء البرية الأسطوري ألدو ليوبولد، وحصل على درجة الدكتوراه في علم الحيوان عام 1954. ثم بدأ مسيرته الأكاديمية في جامعة هومبولت ستيت، حيث كان أستاذاً للموارد الطبيعية من عام 1954 حتى عام 1965. عمل خلال الستينيات في مؤسسة الحفاظ على البيئة في واشنطن العاصمة كمدير للبرامج الدولية وكان أيضًا مستشارًا في تطوير مؤتمر ستوكهولم لعام 1972 بشأن البيئة البشرية. وفي سبعينيات القرن العشرين عمل مع منظمة اليونسكو حيث أسس برنامج الإنسان والمحيط الحيوي (MAB)، وهو برنامج دولي للأبحاث والمحافظة على البيئة. خلال نفس الفترة كان كبير علماء البيئة في الاتحاد الدولي لحفظ الطبيعة في سويسرا، حيث بدأ برامج الحفاظ العالمية التي أكسبته أعلى الأوسمة التي تمنحها جمعية الحياة البرية ‏ ومؤسسة سميثسونيان.
وكان داسمن أحد الرائدين في تطوير تعريف مصطلح "منطقة حيوية"، فقد عمل مع بيتر بيرج، وكذلك كان معاصرًا لـ ألين فان نيوكيرك، وقد صاغ مفاهيم الحفاظ على البيئة مثل "التنمية البيولوجية" و "التنوع البيولوجي" وحدد الأهمية الحاسمة للاعتراف بالشعوب الأصلية وثقافاتها في الجهود للحفاظ على المناظر الطبيعية.
وبما أن هذه فكرة ثقافية، فإن وصف منطقة حيوية محددة يجري باستخدام المعلومات ليس فقط من العلوم الطبيعية ولكن أيضًا من العديد من المصادر الأخرى. إنها منطقة جغرافية وأرض وعي. ويمكن للدراسات الأنثروبولوجية، والروايات التاريخية، والتطورات الاجتماعية، والعادات، والتقاليد، والفنون أن تلعب دوراً في هذا. وتستخدم الإقليمية الحيوية هذه التقنيات لتحقيق ثلاثة أهداف رئيسية هي:
1. استعادة وصيانة النظم الطبيعية المحلية؛
2. ممارسة طرق مستدامة لتلبية الاحتياجات الإنسانية الأساسية مثل الغذاء والماء والمأوى والمواد؛ و
3. دعم أعمال إعادة التأهيل.[57]

ويمكن تحقيق هذا الأخير من خلال المشاريع الاستباقية، والتوظيف، والتعليم، فضلاً عن المشاركة في الاحتجاجات ضد تدمير العناصر الطبيعية في مكان المعيشة.

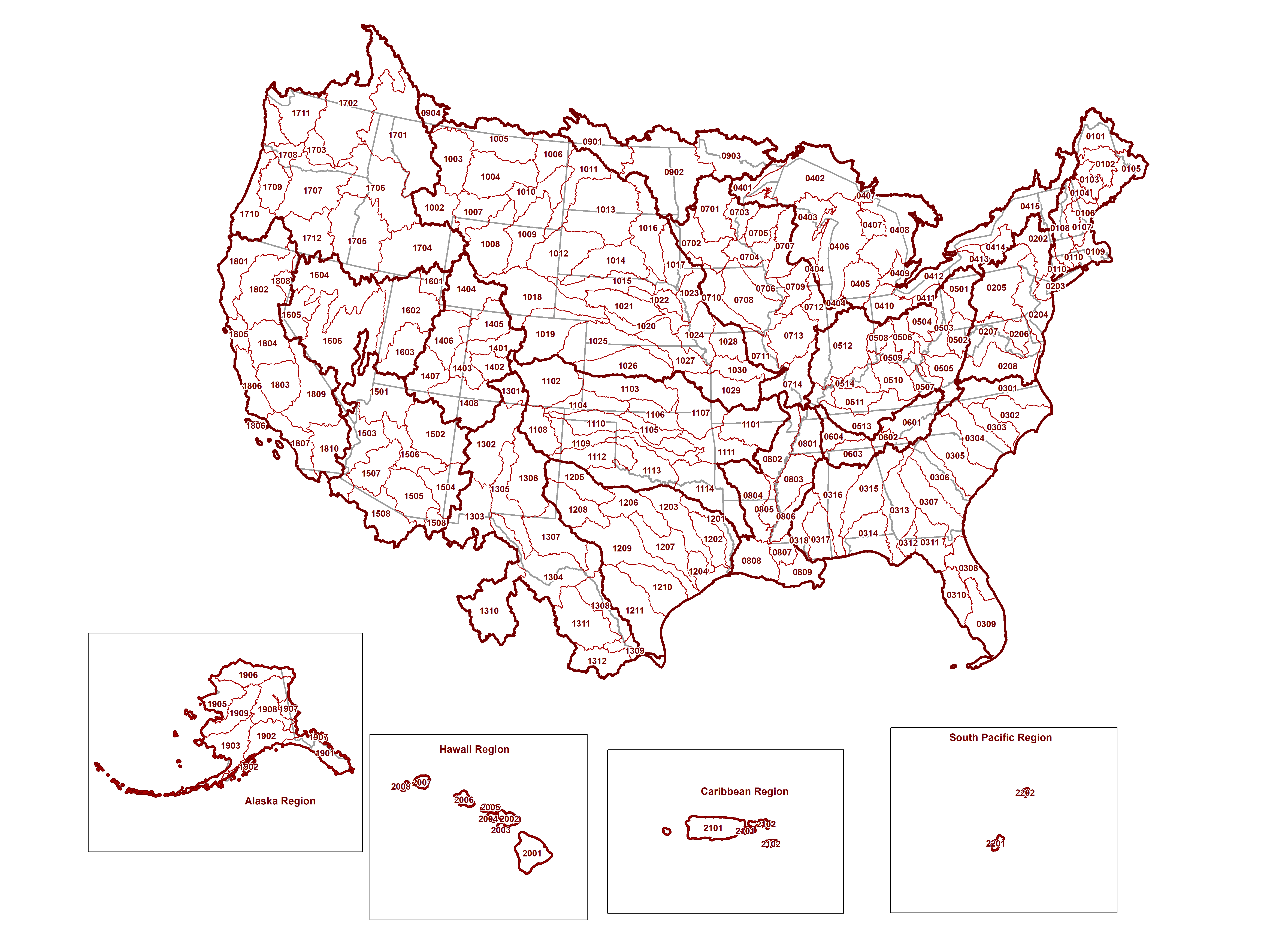

تتجلى الأهداف البيولوجية الإقليمية في مجموعة متنوعة من الطرق المختلفة في أماكن مختلفة. في أمريكا الشمالية، على سبيل المثال، تعد استعادة الأعشاب البرية الأصلية نشاطًا أساسيًا لإعادة بناء النظام البيئي بالنسبة لسكان منطقة حوض كانساس الحيوي في الغرب الأوسط، في حين أن إعادة هجرة أسماك السلمون لها أولوية عالية بالنسبة لمنطقة شاستا الحيوية في شمال كاليفورنيا. يعد استخدام الطاقة الحرارية الأرضية وطاقة الرياح كمصدر للطاقة المتجددة مناسبًا لمنطقة كاسكاديا الحيوية في شمال غرب المحيط الهادئ الممطر. تجعل السماء الأقل غيومًا في منطقة صحراء سونوران ذات الغطاء النباتي المتناثر في الجنوب الغربي من الطاقة الشمسية المباشرة بديلاً أكثر وفرة هناك. يختلف التعليم حول الخصائص والظروف الطبيعية المحلية بشكل كبير من مكان إلى آخر، إلى جانب القضايا الاجتماعية والسياسية ذات الأهمية البيولوجية الإقليمية.

## رسم الخرائط البيئية الإقليمية
يشكل رسم الخرائط الإقليمية الحيوية جزءًا مهمًا من الإقليمية الحيوية. وُضعت التعليمات الخاصة بكيفية رسم خريطة منطقة حيوية لأول مرة في كتاب "رسم الخرائط من أجل التمكين المحلي"، الذي كتبه دوجلاس أبيرلي من جامعة كولومبيا البريطانية في عام 1993، تلاه دليل رسم الخرائط "إعطاء الأرض صوتًا" في عام 1994. وقد نشأ هذا من الأمم الأولى تسيل-واوتوث، ونيسجا، وتسيلكوتين، وويتسويتين التي استخدمت رسم الخرائط الإقليمية الحيوية لإنشاء بعض الأطالس الإقليمية الحيوية الأولى كجزء من قضايا المحكمة للدفاع عن سيادتها في الثمانينيات والتسعينيات، ومن الأمثلة على ذلك أمة تسيلكوتين ضد كولومبيا البريطانية ‏.
في هذه الموارد، هناك نوعان من الخرائط هما: الخرائط البيولوجية الإقليمية وخرائط المناطق البيولوجية، والتي تتضمن كلاهما خطوطًا فيزيائية وبيئية وبشرية. يمكن أن تكون الخريطة البيولوجية الإقليمية بأي مقياس، وهي عملية مجتمعية وتشاركية لرسم خريطة لما يهتم به الناس. يمكن اعتبار الخرائط والأطالس البيولوجية الإقليمية أدوات ونقاط انطلاق للمساعدة في توجيه الأنشطة التجديدية للمجتمع. تعتبر خريطة منطقة حيوية نوعًا محددًا من الخرائط الإقليمية الحيوية، حيث يجري جمع العديد من الطبقات معًا لرسم خريطة "مكان الحياة بالكامل"، وتعتبر "منطقة مثالية للترابط من أجل ازدهار نوع ما"، أي بالنسبة للبشر، أو نوع محدد مثل سمك السلمون، وتستخدم العديد من الطبقات المختلفة لمعرفة الحدود "الناشئة" والتي لها معنى كأطر للإدارة.
من الأمثلة الجيدة على ذلك المنطقة الحيوية لأمة السلمون، والتي تمثل شمال غرب المحيط الهادئ والحافة الشمالية الغربية للمحيط الهادئ كما جرى تحديدها من خلال النطاق التاريخي والحالي للسلمون، بالإضافة إلى الأشخاص والنظام البيئي الذي تطور على مدى آلاف السنين ليعتمد عليهم. يمكن العثور على هذا النمط من رسم الخرائط الإقليمية الحيوية أيضًا في أعمال هنري ديفيد ثورو الذي عندما عينته حكومة الولايات المتحدة لرسم الخرائط، اختار بدلاً من ذلك إنشاء خرائط "توضح البيئة المحلية وتاريخها الطبيعي بالإضافة إلى تقاطعها مع المجتمع البشري".
يتوافق هذا النوع من الخرائط مع النظرة العالمية الأصلية والغربية، ويتماشى معها.
وقد عبر عن هذا بشكل جيد دوغلاس أبيرلي والرئيس مايكل جورج عندما لاحظا أن:
وتذهب شيلا هارينجتون في مقدمة كتاب "جزر بحر ساليش: أطلس المجتمع" إلى خطوة أبعد من ذلك، حيث تشير إلى أن:

### كيفية تعريف المنطقة الحيوية
رسم خريطة المنطقة الحيوية يتكون من:
1. اختيار وإنشاء خريطة أساسية ومقياس مناسب، وذلك عادةً باستخدام خريطة هيدرولوجية أو خريطة مستجمعات المياه. نظرًا لأن الخرائط الإقليمية الحيوية عبارة عن خرائط أنظمة كاملة، فيمكنها السفر عبر مستجمعات المياه، لكنها لن تقسمها.[60][71][72][73]
2. مسح (حصر) وتحديد ما يحتاج إلى رسمه على الخريطة في هذه المنطقة. ما هي المجتمعات المادية والبيئية في هذا المكان التي تحتاج إلى تضمينها؟ يمكن أن يشمل ذلك معلومات مستجمعات المياه والمجتمعات الحيوانية وأنواع النباتات والمناطق الفسيولوجية (التضاريس).[74][71]
3. بالإضافة إلى ما سبق، "من الضروري أن نجعل وجود الإنسان في أي منطقة من الأرض جزءًا من معادلة تعريف المنطقة الحيوية. [وبهذا] يلتقط هذا النهج جوهر المثل الأعلى للمنطقة الحيوية: تحويل النشاط البشري بشكل لا رجعة فيه إلى عمليات تفاعل مستدام بين الأرض والنبات والغلاف الجوي"[74][75][71][8]
4. تضمين الوقت. من النقطتين 2 و 3، كيف تغيرت هذه المعلومات من العصور الجليدية (أو قبلها) إلى الوقت الحاضر؟ بهذه الطريقة، لا نستطيع رسم خريطة للتفاعلات الحالية بين البشر والنظم البيئية والأشكال الطبيعية للأرض ودورات المياه فحسب، بل يمكننا أيضًا رسم خريطة لهذه التغييرات على مدى فترة طويلة من الزمن.[74]
5. فحص مدى ما تريد رسمه على الخريطة. هل المساحة كبيرة بما فيه الكفاية؟ صغير بما فيه الكفاية؟ هل تتكون المنطقة من نظام كامل؟ هل هذه المساحة كبيرة بما يكفي لدعم السكان ودورة المغذيات؟[71]
6. قم بتحديد الحدود والمدى المختلفة التي تقوم بتضمينها، ثم ضعها في طبقات معًا لمعرفة ما "يظهر".

ستساعدك خريطتك النهائية بشكل عام على تحديد المنطقة الحيوية أو مكان الحياة.

## المناطق الحيوية في العلوم الحياتية
رغم أن الإشارات إلى المناطق الحيوية (أو المناطق الجغرافية الحيوية) أصبحت شائعة بشكل متزايد في المنشورات العلمية المتعلقة بعلوم الحياة،"أ إلا أن هناك القليل من الاتفاق حول أفضل طريقة لتصنيف وتسمية هذه المناطق، مع استخدام العديد من المصطلحات ذات الصلة بالمفاهيم، وغالبا ما تكون بالتبادل." يمكن أن تتخذ المناطق الحيوية أشكالا عديدة وتعمل على مستويات عديدة-من النظم البيئية الصغيرة جدا أو 'البيئات الحيوية' إلى المناطق البيئية (التي يمكن أن تتداخل على مستويات مختلفة) إلى توزيعات النباتات والحيوانات على نطاق القارة، مثل المناطق الأحيائية أو العوالم. كل منهم، من الناحية الفنية، يمكن اعتبار أنواع المناطق الحيوية سينسو لاتو sensu lato وغالبا ما يشار إليها على هذا النحو في المنشورات الأكاديمية.
في عام 2014، وثّق ج. مارون تاريخ 13 مفهومًا جغرافيًا حيويًا في كتابه "حول الكائنات الحية وأسمائها". توصلت مراجعة حديثة للمنشورات العلمية إلى 20 طريقة حيوية فريدة لتحديد المناطق الحيوية - بناءً على مجموعات من أنواع نباتية وحيوانية محددة أو مجموعات الأنواع. وتتراوح هذه المقاييس من المقاييس العالمية والقارية إلى المقاييس شبه القارية والإقليمية إلى المقاييس الفرعية الإقليمية والمحلية.
| الطرق الحيوية                                                                            | | |                                                                       |
| نوع المنطقة الحيوية                                                                      | تعريف المنطقة الحيوية | أمثلة | المقياس التقريبي                                                      |
| ---------------------------------------------------------------------------------------- | --- | --- | --------------------------------------------------------------------- |
| domain المجال                                                                            | المجال الجغرافي الحيوي هو منطقة بيئية كبرى تمتد عبر قارة أو مجموعة من القارات أو مناطق مناخية حيوية رئيسية، ويمكن استخدامها لدراسة انتشار أنواع معينة. | "البحر الأبيض المتوسط المتساوي المناخ" | قارية أو عالمية                                                       |
| realm عالَم                                                                               | في الجغرافيا الحيوية، تشير العوالم في أغلب الأحيان إلى أوسع تصنيف لسطح الأرض، استنادًا إلى أنماط توزيع الكائنات الحية الأرضية في 8 أقسام رئيسية. في تصنيف النظام البيئي للاتحاد الدولي لحفظ الطبيعة، تشير "العوالم" من المستوى الأول إلى 5 أقسام رئيسية للمحيط الحيوي - الأرضي، الجوفي، المياه العذبة، البحري، الجوي.                                                 | "أرضي" أو "قطب شمالي" | قارية أو عالمية                                                       |
| biome البيوم                                                                             | تصنيف موحد للمناطق واسعة النطاق تتميز بالنباتات والتربة والمناخ والحياة البرية في 14 فئة رئيسية وفقًا لدينرستين وآخرين. في إطار تصنيف النظام البيئي للاتحاد الدولي لحفظ الطبيعة، تم تقليص "المناطق الأحيائية biome" من المستوى 2 إلى 7 أنواع أرضية "أساسية"، بما في ذلك نوع استخدام الأراضي من صنع الإنسان، والعديد من أنواع المناطق الأحيائية "الانتقالية" الإضافية. | "temperate grasslands and savannas" | sub-continental                                                       |
| مجموعة وظيفية functional group                                                           | نظام تصنيف هرمي يحدد في مستوياته العليا الأنظمة البيئية من خلال وظائفها البيئية المتقاربة (المناطق الحيوية)، وفي مستوياته الدنيا يميز الأنظمة البيئية من خلال مجموعات متباينة من الأنواع المشاركة في تلك الوظائف. ضمن تصنيف الأنظمة البيئية للاتحاد الدولي لحفظ الطبيعة، هذه هي "المجموعات الوظيفية" من المستوى 3.                                                   | "trophic savannas" | sub-continental                                                       |
| ecozone المنطقة البيئية                                                                  | قسم من سطح الأرض يتميز بالتاريخ التطوري وأنماط توزيع أشكال الحياة فيه. يمكن أن تشير المناطق البيئية إلى كل من التقسيمات على مستوى البيوم (وفقًا لجيه شولتز) or continent-scale divisions (per Cox et al). | "Great Plains" (i.e. 9 per EPA) | شبه قارية (منطقة بيئية من المستوى الأول لوكالة حماية البيئة) أو قارية |
| province/ecoprovince or biotic province المقاطعة/المقاطعة البيئية أو المقاطعة الحيوية    | مناطق جغرافية حيوية محددة على الأرض والبحر تحددها التضاريس الأرضية والظروف البيئية المشتركة. | S. Central Semi-arid Prairies "المراعي شبه القاحلة" (أرضية، 9.4 وفقًا لوكالة حماية البيئة)، "مقاطعة لويزيانا" (بحرية)                                                | إقليمية (منطقة بيئية من المستوى الثاني وفقًا لوكالة حماية البيئة)      |
| ecoregion المنطقة البيئية                                                                | المناطق التي تضم أنظمة بيئية متشابهة بشكل عام في طبيعتها كما هو محدد من خلال النباتات والحيوانات السائدة في كل من المجالين البري والبحري. ضمن تصنيف النظام البيئي للاتحاد الدولي لحفظ الطبيعة، يمكن مقارنة هذه المناطق بـ "المجموعات الفرعية الإقليمية" من المستوى 4.                                                                                                | "Cross Timbers savanna-woodland" "السافانا والغابات المتقاطعة" (أي معرف بري 390 حسب Dinerstein وآخرون.)، "N. Gulf of Mexico" (أي معرف بحري 43 حسب Spalding وآخرون.) | إقليمي فرعي (منطقة بيئية من المستوى الثالث وفقًا لوكالة حماية البيئة)  |
| ecosystem النظام البيئي                                                                  | مجتمع محدد من الكائنات الحية المتفاعلة وتفاعلات المكونات الحيوية وغير الحيوية في منطقة معينة، والتي يجري تحديدها عمومًا على نطاقات أصغر. | "الأخشاب الشمالية" (أي 29a وفقًا لوكالة حماية البيئة) | محلي (منطقة بيئية من المستوى الرابع لوكالة حماية البيئة)              |
| ecotone, ecoline                                                                         | A transition area between two biological communities where two communities meet and integrate. | "مصب نهر التيمز" | إقليمي أو محلي                                                        |
| zoogeographic region; phytogeographic region منطقة جغرافية حيوانية؛ منطقة جغرافية نباتية | مناطق ذات ظروف موحدة نسبيًا تحدد نطاقات سكانية حيوانية مميزة؛ مناطق ذات ظروف مناخية موحدة نسبيًا تحدد مجموعات نباتية مميزة. | "نطاق الأسد"؛ "مملكة الأزهار" | شبه قارية أو إقليمية                                                  |
| chorotype النمط الجيني                                                                   | تحديد مجموعات الأنواع التي لها نطاقات متزامنة (هناك استخدامان مختلفان للمصطلح في الجغرافيا الحيوية). | "النمط الشتوي القطبي الشمالي" | شبه قاري أو إقليمي                                                    |
| area of endemism (AoE) منطقة التوطن (AoE)                                                | موقع جغرافي محدد واحد هو المكان الوحيد الذي يمكن العثور فيه على نوع معين (أو عدة أنواع) (على سبيل المثال الجزر). | "باتاغونيا الجنوبية" | شبه قارية أو إقليمية                                                  |
| concrete biota                                                                           | All the flora and fauna species encountered in all habitats within an area surrounding a particular locality; the lowest (most elementary) level of floral/faunal organization of the biota. | "concrete flora" or "concrete fauna" | local or sub-regional                                                 |
| nuclear area or centre of endemism                                                       | A specific geographic area from which species originate and disperse. | "The Yucutan centre" | sub-continental or regional                                           |
| phytocorion or floristic province                                                        | A specific geographic area possessing a large number of distinct plant taxa. | "Zambezian phytocorion" | sub-continental or regional                                           |
| chronofauna; horofauna                                                                   | A geographically restricted natural assemblage of interacting animal populations maintained over a geologically significant period of time; an assemblage of the animal groups that coexist and diversify in a given area over a prolonged time, representing a lasting biogeographic unit.                                                                          | "Permian vertebrate chronofauna" | sub-continental or regional                                           |
| cenocron                                                                                 | A given area in which an animal or plant group or community has entered, wherever its origin, within a defined period of geological time, used in cladistic biogeography. | "Mexican Plateau cenocron" | continental or sub-continental                                        |
| generalized track                                                                        | A graph of geographic distribution that connects the different localities or distribution areas of a particular taxon or group of taxa (L. Croizat). | "ratite birds track" | global or continental                                                 |
| species assemblage                                                                       | A group of organisms belonging to a number of different species that co-occur regionally and interact through trophic and spatial relationships. Related terms include biogeographical assemblage and taxonomic assemblage. | "Terai Arc Landscape" | sub-continental or regional                                           |
| biotope/ecotope or habitat                                                               | The natural environment or “home” in which an organism or population normally lives through a significant portion of its life cycle. | "European butterfly biotope" | sub-regional or local                                                 |

بالإضافة إلى ذلك، تُستخدم خمس طرق غير حيوية لتحديد الحدود الجغرافية الحيوية.
| الأساليب غير الحيوية         | |                                              |                      |
| نوع التحديد                  | طريقة | أمثلة                                        | تقريبا. حجم          |
| ---------------------------- | --- | -------------------------------------------- | -------------------- |
| منطقة المناخ                 | المناخ: خرائط الأراضي المقسمة على أساس أنماط هطول الأمطار الموسمية والرطوبة ودرجة الحرارة (تصنيفات كوبن للمناخ، مناطق صلابة، إلخ.)                              | "منطقة الصلابة (على سبيل المثال 7أ، 7ب، 7ج)" | قارية أو شبه قارية   |
| تضاريس الأرض                 | الطبوغرافية: خرائط لأشكال وخصائص الأسطح الأرضية التي تشكل حدودًا طبيعية عبر المسافة والارتفاع (مثل الجبال والوديان والأحواض والهضاب وما إلى ذلك)                 | "هضبة التبت"                                 | شبه قارية أو إقليمية |
| منطقة التربة                 | علم التربة: خرائط لأنواع التربة حسب التصنيفات الرئيسية بما في ذلك نسيج التربة (مثل الرملية والطينية وما إلى ذلك)                                                | "منطقة الهيستوزول"                           | شبه قارية أو إقليمية |
| حوض مستجمعات المياه          | الهيدرولوجية: خرائط أحواض الصرف أو "المناطق المستجمعة للمياه" حيث تتجمع كل المياه السطحية المتدفقة في نقطة واحدة، مثل نبع أو بحيرة، أو تتدفق إلى مسطح مائي آخر. | "وادي هدسون"                                 | شبه قارية أو إقليمية |
| منطقة ثقافية أو منطقة ثقافية | الأنثروبولوجيا: المجالات أو الأقاليم القبلية القائمة على المعرفة التاريخية والثقافية للشعوب الأصلية والمجتمعات المحلية.                                         | "أمة زوني"                                   | إقليمي أو فرعي       |

## المناطق البيئية

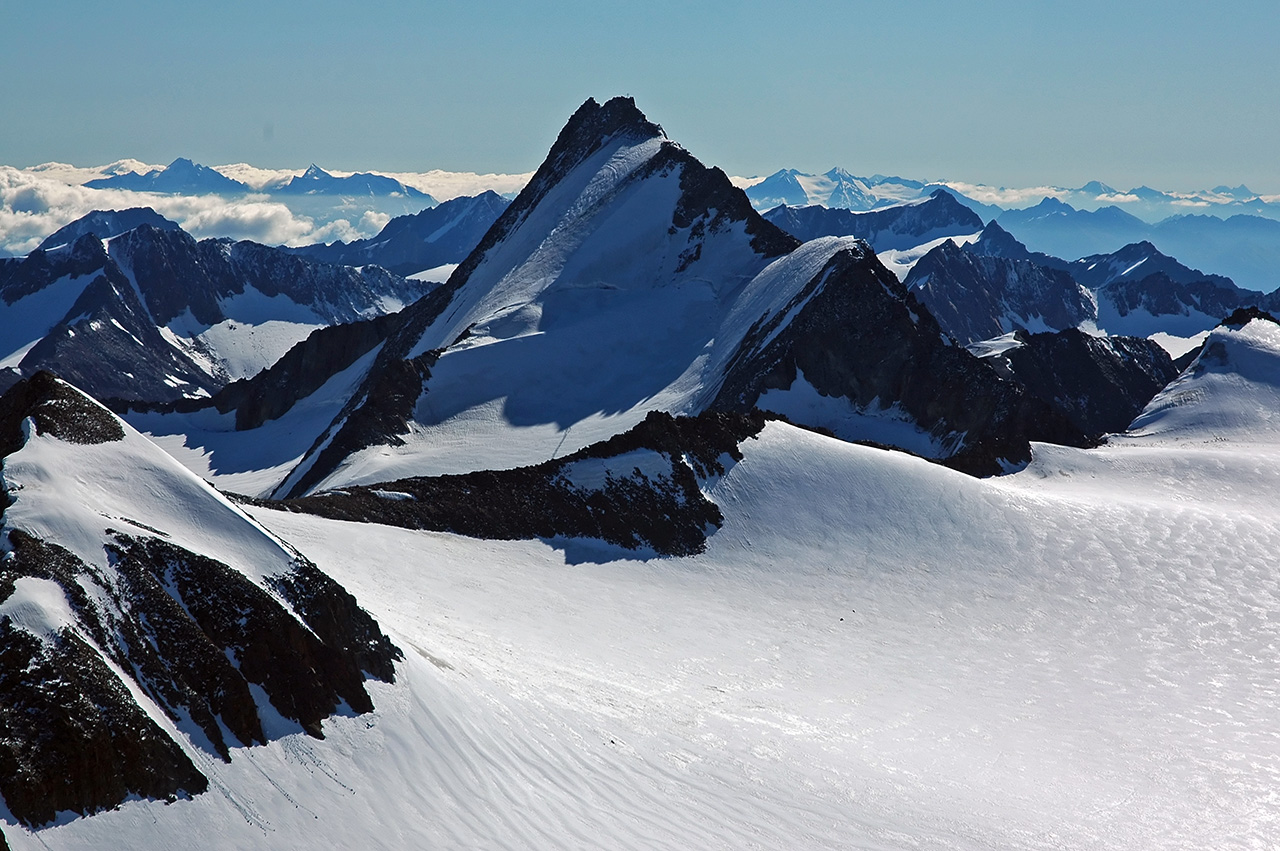
جبال أوتزتال، وهي سلسلة جبلية في جبال الألب الوسطى في أوروبا، وهي جزء من جبال الألب الشرقية الوسطى، ويمكن وصف كل منهما بالمناطق البيئية.

تُشكل المناطق البيئية أحد اللبنات الأساسية للمناطق الحيوية، والتي تتكون من "مجموعات من المناطق البيئية المرتبطة حيويًا".
المنطقة البيئية Ecoregion أو (ecological region) هي منطقة محددة بيئيًا وجغرافيًا وهي أصغر من المنطقة الحيوية، والتي بدورها أصغر من المجال الجغرافي الحيوي. تغطي المناطق البيئية مساحات كبيرة نسبيًا من الأرض أو المياه، وتحتوي على مجموعات مميزة ومتميزة جغرافيًا من المجتمعات والأنواع الطبيعية. يمكن أن تشمل هذه العوامل الجيولوجيا والجغرافيا الطبيعية، والنباتات، والمناخ، وعلم المياه، والأرضية والمائية، والتربة، وقد تشمل أو لا تشمل تأثيرات النشاط البشري (على سبيل المثال أنماط استخدام الأراضي، وتغيرات الغطاء النباتي وما إلى ذلك). يميل التنوع البيولوجي للنباتات والحيوانات والنظم البيئية التي تميز منطقة بيئية معينة إلى أن يكون مميزًا عن التنوع البيولوجي للمناطق البيئية الأخرى.
كانت عبارة "المنطقة البيئية ecological region" مستخدمة على نطاق واسع طوال القرن العشرين، حيث استخدمها علماء الأحياء وعلماء الحيوان لتحديد مناطق جغرافية محددة في البحث. في أوائل سبعينيات القرن العشرين، ظهر مصطلح "المنطقة البيئية ecoregion" (اختصارًا للمنطقة البيئية ecological region)، ونشر آر جي بيلي أول خريطة شاملة للمناطق البيئية في الولايات المتحدة في عام 1976. استُخدم هذا المصطلح على نطاق واسع في المنشورات العلمية في الثمانينيات والتسعينيات، وفي عام 2001 قام العلماء في منظمة الحفاظ على البيئة الأمريكية صندوق الحياة البرية العالمي (WWF) بتدوين ونشر أول خريطة عالمية النطاق للمناطق البيئية الأرضية في العالم (TEOW)، بقيادة د. أولسن، وإي. دينيرستين، وإي. ويكراماناياكي، ون. بورجيس. في حين أن النهجين مرتبطان، فإن المناطق البيئية وفق لـ بيلي (المضمنة في أربعة مستويات) تعطي أهمية أكبر للمعايير البيئية والمناطق المناخية، في حين أن المناطق البيئية وفق الصندوق العالمي للحياة البرية تعطي أهمية أكبر للجغرافيا الحيوية، أي توزيع مجموعات الأنواع المتميزة.
يمكن أن تتغير المناطق البيئية تدريجيًا، ولديها مناطق انتقالية ناعمة تُعرف باسم ecotones. وبسبب هذا، قد يكون هناك بعض الاختلاف في كيفية تعريف المناطق البيئية. تستخدم وكالة حماية البيئة الأمريكية أربعة أنظمة تصنيف، والتي تسرد وجود 12 منطقة بيئية من النوع الأول، و187 منطقة بيئية من النوع الثالث في أمريكا الشمالية، بينما في دراسة أخرى حول التنوع البيولوجي لمنطقة كلايمث-سيسكييو البيئية، وجد الباحثون أن أمريكا الشمالية تحتوي على 116 منطقة بيئية متداخلة داخل 10 أنواع رئيسية من الموائل.
حدد إطار عمل الخريطة عالمية النطاق للمناطق البيئية الأرضية في العالم (TEOW) في الأصل 867 منطقة بيئية أرضية متداخلة في 14 منطقة حيوية رئيسية، متضمنة مع 8 عوالم جغرافية حيوية رئيسية في العالم. الأوراق الإقليمية اللاحقة التي نشرها المؤلفون المشاركون والتي تغطي إفريقيا، والمحيطين الهندي والهادئ، وأمريكا اللاتينية تُفرِّق بين المناطق البيئية والمناطق الحيوية، في إشارة إلى الأخير على أنه " مجموعات جغرافية من المناطق البيئية قد يمتد ذلك إلى عدة أنواع من الموائل، ولكن له روابط جغرافية حيوية قوية، لا سيما على المستويات التصنيفية الأعلى من مستوى الأنواع (الجنس، العائلة)". في عام 2007، نُشرت مجموعة مماثلة من المناطق البيئية البحرية في العالم (MEOW)، وكان العمل بقيادة م. سبالدينج، وفي عام 2008، نُشرت مجموعة من المناطق البيئية للمياه العذبة في العالم، وقاد العمل ر.أبيل.
في عام 2017، صدرت نسخة محدثة من مجموعة بيانات المناطق البيئية الأرضية في ورقة بحثية بعنوان "نهج قائم على المناطق البيئية لحماية نصف العالم الأرضي" شارك فيه إي. دينيرستين مع 48 مؤلفًا مشاركًا. وباستخدام التطورات الحديثة في صور الأقمار الصناعية، أمكن تحسين محيطات المناطق البيئية وتقليص العدد الإجمالي إلى 846 (ولاحقًا 844)، والتي يمكن استكشافها على تطبيق ويب جرى تطويره بواسطة Resolve وGoogle Earth Engine. بالنسبة لممارسي الحفاظ على البيئة والمنظمات التي ترصد التقدم نحو تحقيق أهداف اتفاقية الأمم المتحدة بشأن التنوع البيولوجي، وخاصة هدف تمثيل النظام البيئي في شبكات المناطق المحمية، فإن أكثر الترسيمات الإقليمية الحيوية استخدامًا تشمل مناطق Resolve البيئية وتصنيف النظام البيئي العالمي للاتحاد الدولي لحفظ الطبيعة.
في الإقليمية الحيوية، يمكن للمنطقة البيئية أيضًا استخدام الجغرافيا والبيئة والثقافة كجزء من تعريفها.

## كاسكاديا

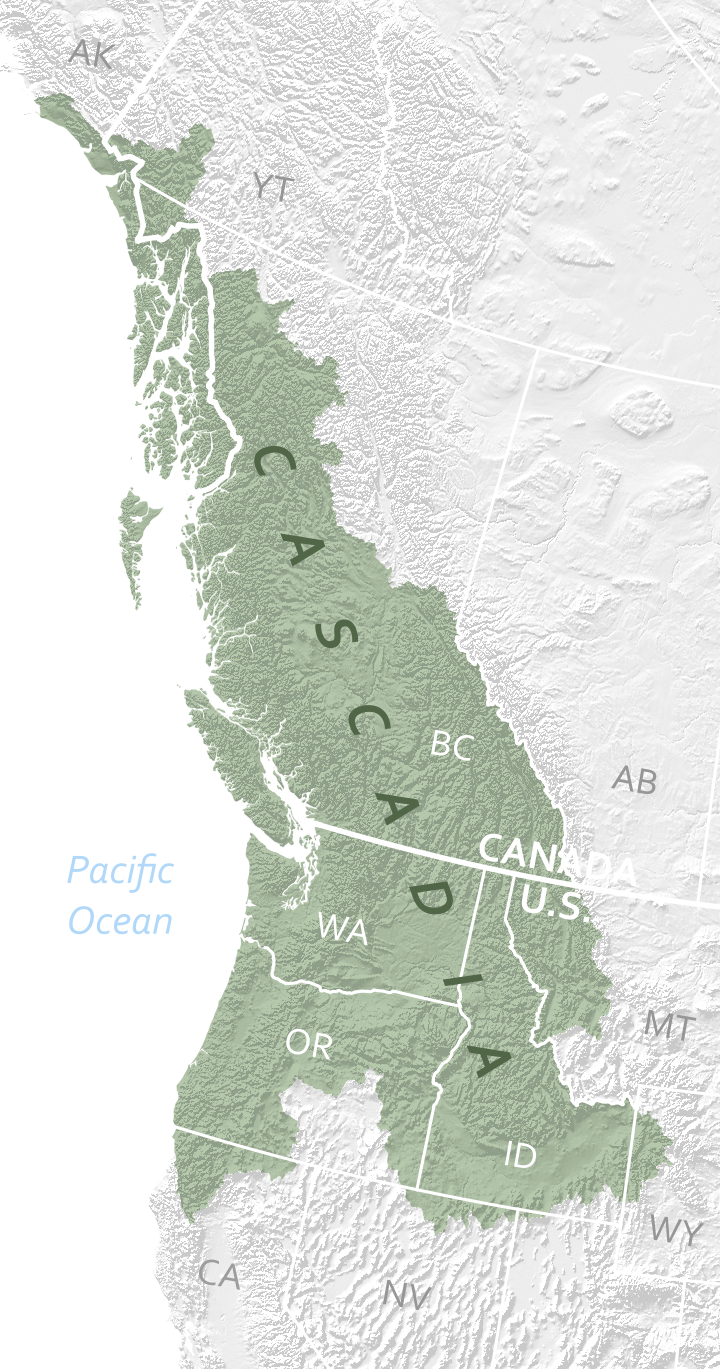
المنطقة الحيوية كاسكاديا

من الأمثلة على المناطق الحيوية منطقة كاسكاديا الحيوية، التي تقع على طول الحافة الشمالية الغربية لأمريكا الشمالية. تحتوي المنطقة الحيوية كاسكاديا على 75 منطقة بيئية مميزة، وتمتد لأكثر من 2,500 ميل (4,000 كـم) من نهر كوبر في جنوب ألاسكا، إلى كيب ميندوسينو، على بعد حوالي 200 ميل شمال سان فرانسيسكو، وشرقًا حتى كالديرا يلوستون والتقسيم القاري.
تشمل منطقة كاسكاديا الحيوية ولاية واشنطن بأكملها، وولاية أيداهو كلها باستثناء الزاوية الجنوبية الشرقية منها، وأجزاء من أوريغون، وكاليفورنيا، ونيفادا، ويوتا، ووايومنغ، ومونتانا، وألاسكا، ويوكون، وكولومبيا البريطانية. المناطق الحيوية هي مناطق ذات أساس جغرافي يجري تحديدها من خلال تركيب الأرض أو التربة، ومستجمعات المياه، والمناخ، والنباتات والحيوانات. تمتد منطقة كاسكاديا الحيوية على طول حوض نهر كولومبيا بأكمله (حتى القسم القاري)، بالإضافة إلى سلسلة كاسكيد من شمال كاليفورنيا إلى كندا. ويُعتقد أيضًا أنها تشمل المحيطات والبحار المرتبطة بها ونظمها البيئية حتى المنحدر القاري. إن تحديد المنطقة الحيوية يهدف في المقام الأول إلى الحفاظ على البيئة، مع الاعتقاد بأن الحدود السياسية يجب أن تتوافق مع الحدود البيئية والثقافية.
أُطلق اسم "كاسكاديا" لأول مرة على المنطقة الجيولوجية بأكملها بواسطة بيتس ماكي في كتابه الجيولوجي لعام 1972 بعنوان "كاسكاديا؛ التطور الجيولوجي لمنطقة شمال غرب المحيط الهادئ". وفي وقت لاحق، اعتمد ديفيد ماكلوسكي، أستاذ علم الاجتماع بجامعة سياتل، الاسم لوصفه بالمنطقة الحيوية. يصف ماكلوسكي كاسكاديا بأنها "أرض المياه المتساقطة". ويشير إلى امتزاج السلامة الطبيعية والوحدة الاجتماعية الثقافية التي تمنح كاسكاديا تعريفها.